# Stephanospora redolens
Stephanospora redolens är en svampart som först beskrevs av Gordon Herriot Cunningham, och fick sitt nu gällande namn av E. Horak 1979. Stephanospora redolens ingår i släktet Stephanospora och familjen Stephanosporaceae.   Inga underarter finns listade i Catalogue of Life.